# 니시바라역
니시바라역(일본어: 西原駅 にしばらえき[*])은 일본 도쿠시마현 아난시에 위치한 시코쿠 여객철도 무기 선의 철도역이다. 역 번호는 M10이며, 단선 승강장 1면 1선의 구조를 갖춘 지상역이다.

## 역 주변
- 아난 시립 아와 공방 · 민속 자료관

## 역사
- 1964년 10월 1일 : 개업.
- 1987년 4월 1일 : 일본국유철도 분할 민영화에 의해, 시코쿠 여객철도가 승계.
- 1996년 1월 : 이용자의 기부에 의해, 수세식 화장실 완성.

## 인접 역
| 시코쿠 여객철도 무기 선     | 시코쿠 여객철도 무기 선 | 시코쿠 여객철도 무기 선       |
| --------------------------- | ----------------------- | ----------------------------- |
| M 09 하노우라 도쿠시마 방면 | 보통                    | 아와나카시마 M 11 가이후 방면 |